# Paul ver Eecke
Paul ver Eecke (n. 13 februarie 1867 la Menen – d. 14 octombrie 1959 la Berchem, Anvers) a fost un inginer belgian.
Este cunoscut în special pentru lucrările sale din domeniul istoriei matematicii.
De asemenea, a tradus din lucrările matematicienilor din antichitate.

## Scrieri
- 1921: Oeuvres complètes d'Archimede: De l'équilibre des planes ou des centres de gravité de planes (Paris)
- 1921: Archimede: La quadrature de la parabole (Bruxelles)
- 1923: Apollonius de Perga: Les coniques (Bruges)
- 1928: Diophante d'Alexandrie: Le six livres arithmétiques et le livre de nombres polygones (Bruges)
- 1933: Pappus d'Alexandrie: La Collection mathématique (Paris).

1. 1 2 3  Autoritatea BnF, accesat în 10 octombrie 2015
2. ↑  Genealogia matematicienilor